# Mallappanahalli, Arkalgud
Mallappanahalli là một làng thuộc tehsil Arkalgud, huyện Hassan, bang Karnataka, Ấn Độ.